# Zuglio
Zuglio (friülà Zui) és un municipi italià, dins de la província d'Udine. És situat dins la Val Bût, a la Cjargne. L'any 2007 tenia 633 habitants. Limita amb els municipis d'Arta Terme, Lauco, Sutrio i Tolmezzo.

## Administració
| Període | Identitat      | Partit       |
| ------- | -------------- | ------------ |
| 2004-   | Stelio Dorissa | Lista cívica |